# Witstaartgnoe
De witstaartgnoe (Connochaetes gnou) is een gnoe die inheems is in het zuiden van Afrika.

## Kenmerken
De witstaartgnoe heeft een schofthoogte van circa 120 cm. Kenmerkend voor de soort zijn de witte staart en de zware hoorns. De hoornlengte is 75 cm en het gewicht van een volwassen individu is ongeveer 150 kg.

## Verspreiding
De witstaartgnoe leeft voornamelijk op met gras begroeide savannen. De soort is inheems in Zuid-Afrika en is geherintroduceerd in Swaziland en Lesotho. In het natuurlijke verspreidingsgebied werden de aantallen door het IUCN geschat op meer dan 11.000 exemplaren in 2008. Daarnaast komt de soort ook buiten het natuurlijk verspreidingsgebied voor in Namibië, waar deze in privéreservaten worden gehouden. De aantallen werden eveneens in 2008 op circa 7.000 exemplaren geschat. Momenteel komt circa 80% van de wilde exemplaren voor op private gronden en 20% in natuurreservaten.

## Bescherming
De witstaartgnoe werd bijna geheel uitgeroeid door de jacht, ziektes en het verdwijnen van zijn leefgebied. Aan het eind van de 19e eeuw kwam de soort nog slechts voor in twee privégebieden in de Vrijstaat. Sindsdien is er een fokprogramma opgestart door boeren en natuurbeschermingsorganisaties. Nadat de aantallen weer stegen is de soort opnieuw uitgezet op privégebieden en natuurreservaten. Dankzij het gerichte fokprogramma is de populatie gestegen van 150 in 1982 naar meer dan 7.000 in 1992. De witstaartgnoe is iets kleiner dan de gelijkende blauwe gnoe (Connochaetes taurinus). Hybridisering tussen de twee soorten is mogelijk en dit vormt heden ten dage de grootste bedreiging voor de witstaartgnoe.

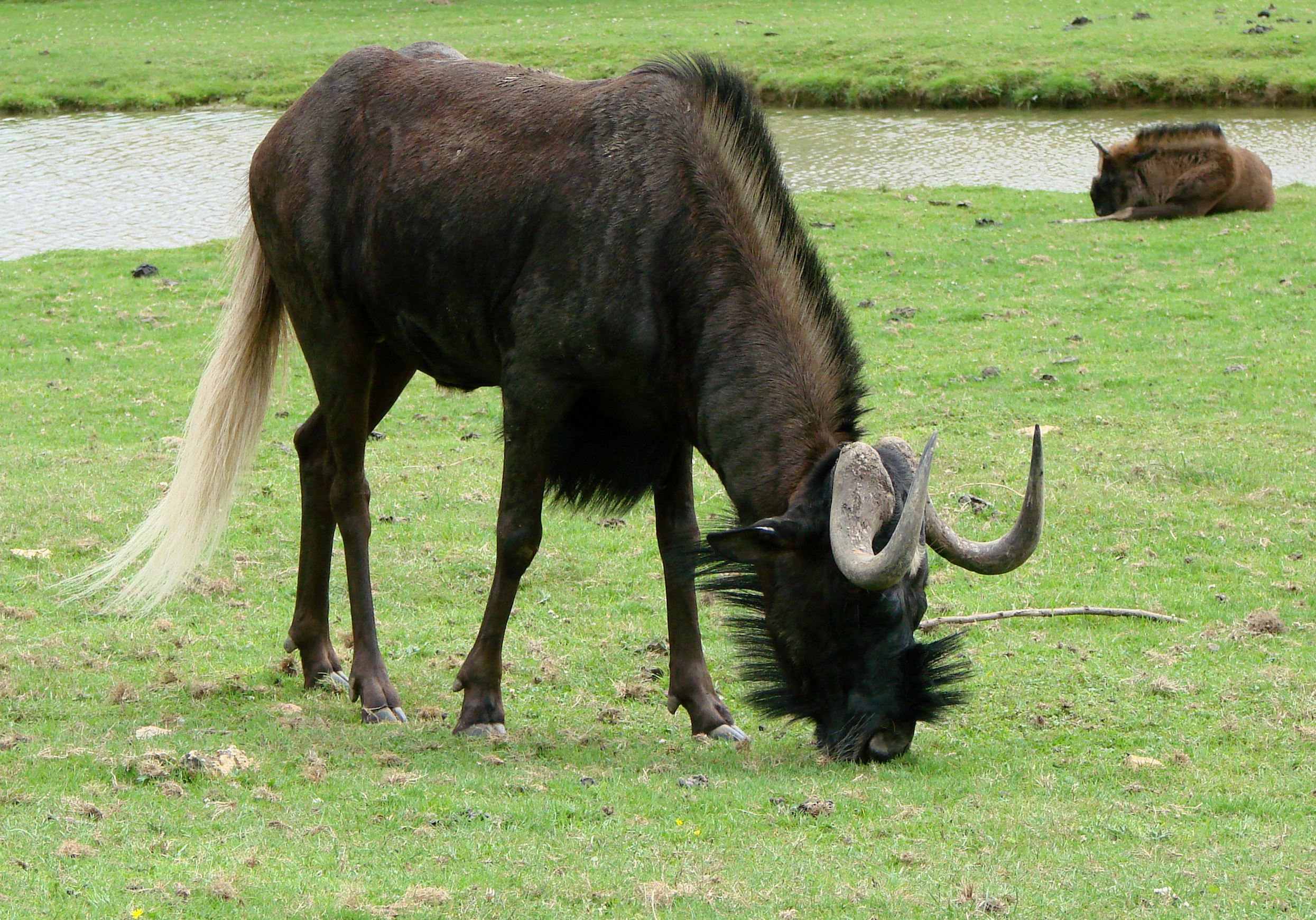
Witstaartgnoe in de dierentuin van Thoiry